# (220) Estefanía
(220) Estefanía es un asteroide perteneciente al cinturón de asteroides descubierto el 19 de mayo de 1881 por Johann Palisa desde el observatorio de Viena, Austria.
Está nombrado en honor de la princesa Estefanía de Bélgica (1864-1945).